# 古賀梶夫
古賀 梶夫（こが かじお、1926年（大正15年）11月18日 - ）は、日本の実業家、建築技術者。国土総合建設（現：あおみ建設）元社長。神奈川県川崎市在籍。元通産・経産官僚、政治経済評論家の古賀茂明の父。

## 経歴
福岡県出身。古賀要市・ユクの次男として生まれる。1945年（昭和20年）海軍経理学校（36期）、1952年（昭和27年）明治大学商学部を卒業し、同年4月鉄鉱業に入社。
1961年（昭和36年）12月退社し、ブルドーザー工事（現：青木あすなろ建設）に入社。1967年（昭和42年）9月経理部長、1968年（昭和43年）5月取締役に就任。1971年（昭和46年）2月経理部長兼電算部長、1972年（昭和47年）7月事務本部副本部長委嘱。1973年（昭和48年）5月常務に就任。1975年（昭和50年）4月兼社長室長、1976年（昭和51年）7月営業本部副本部長委嘱、1977年（昭和52年）6月専務に就任。1979年（昭和54年）4月東京支店長委嘱、1982年（昭和57年）6月副社長、1989年（平成元年）6月相談役、1996年（平成8年）3月特別顧問に就任。1998年（平成10年）退任する。
この間、1990年（平成2年）6月国土総合建設代表社長、1996年（平成8年）6月会長、2001年（平成12年）相談役に就任した。

## 人物
趣味は囲碁（五段）、水泳、ゴルフ。
友人に弥富啓之助（元衆議院事務総長、元人事院総裁）や高田勇（元長崎県知事）、牧野隆守（元衆議院議員）がいる。

## 家族
- 父・要市（生没年不詳） 
福岡県出身[1]。
- 母・ユク（生没年不詳） 
三重県出身[1]。
- 妻・富美子（1926年（大正15年）10月27日生） 
長崎県立佐世保高等女学校卒[1]。
- 長男・茂明（1955年（昭和30年）8月26日生） 
東京大学法学部卒[1]。通商産業省・経済産業省元勤務。政治経済評論家。古賀茂明政策ラボ代表。
- 同妻・祐子（1957年（昭和32年）1月27日生） 
白百合女子大学仏文科卒[1]。小笠原重幸の長女[1]。
- 次男・弘明（1958年（昭和33年）1月5日生） 
中央大学商学部卒[1]。イワクラ商事勤務[1]。
- 同妻・ゆか子（1962年（昭和37年）1月1日生）
桜美林短期大学家政科卒[1]。笠原清の三女[1]。